# كريس ووكر (مغني)
كريس ووكر (بالإنجليزية: Chris Walker)‏ هو مغني أمريكي، ولد في 1968.

## وصلات خارجية
- كريس ووكر على موقع ميوزك برينز (الإنجليزية)
- كريس ووكر على موقع ديسكوغز (الإنجليزية)